# Verordnung (EWG) Nr. 1408/71
Die Verordnung (EWG) Nr. 1408/71 ist eine – mit 30. April 2010 – außer Kraft getretene EU-Verordnung zur Koordinierung der verschiedenen Systeme der sozialen Sicherheit der Mitgliedstaaten des EWR sowie der Schweiz. Sie wurde durch die Verordnung (EG) Nr. 883/2004 ersetzt.
Die Verordnung gewährte selbst keine Ansprüche (etwa auf Kranken- oder Arbeitslosengeld), sondern legte lediglich fest, nach welcher Rechtsordnung Sozialversicherungsbeiträge zu entrichten sind und Leistungen erbracht werden. Dies sollte Hindernisse für die Arbeitnehmerfreizügigkeit abbauen. Die Ausgestaltung der System der sozialen Sicherheit blieb den Mitgliedstaaten selbst überlassen.
Die Verordnung (EWG) Nr. 1408/71 hatte für den Alltag der Unionsbürger eine erhebliche Bedeutung, da sie Bereiche wie Krankenversicherung, Arbeitslosigkeit und Rente regelte.
Aus der Verordnung (EWG) Nr. 1408/71 ergab sich unter anderem die Einführung der Europäischen Krankenversicherungskarte (EHIC), die den Auslandskrankenschein (Formular E111) ersetzt.
Die Durchführung dieser Verordnung wird in der Verordnung (EWG) Nr. 574/72 geregelt.